# Dampit (Windusari)
Dampit is een bestuurslaag in het regentschap Magelang van de provincie Midden-Java, Indonesië. Dampit telt 1012 inwoners (volkstelling 2010).